# Мрочковский, Стефан Иосифович
Стефа́н Ио́сифович Мрочко́вский (1885 — 1967) — советский разведчик-нелегал, корпусной комиссар (1935).

## Биография
Родился в семье рабочего-кожевника. Окончил реальное училище и юридический факультет Харьковского университета. Член РСДРП с 1905 года. Присяжный поверенный, кроме русского владел французским, английским и немецким языками. В 1917—1918 годах — председатель Елисаветградского ревкома, «красный» партизан в УНР. В 1919 году был схвачен деникинцами, бежал. В 1919—1921 годах — агитатор-пропагандист и сотрудник органов народного образования в Елисаветграде, Кисловодске, Харькове и Москве.
С ноября 1921 до марта 1925 член российско-украинской делегации на «смешанных СССР и Польши реэвакуационной и специальной комиссиях». В 1925—1927 юрисконсульт, член и председатель правления АО «Метахим» и «Берсоль», через которые осуществлялись некоторые из секретных программ советско-германского военного сотрудничества. В 1927—1928 (перерыв в деятельности возможно связан с побегом его помощника С. Н. Сойбельмана в одну из стран Латинской Америки, с присвоением выделенных на оперативные цели денежных средств) и в 1939—1940 возглавлял советско-германскую фирму «Востваг», имевшую филиалы во многих странах мира и входившую в мобилизационную сеть коммерческих предприятий советской военной разведки за рубежом, был начальником этой сети в 1928—1939.
С приходом А. Гитлера к власти в 1933 супругам Мрочковским пришлось уехать из Германии во Францию. В 1940 арестован режимом Виши, и заключён в концлагерь, впоследствии освобождён. Потом перебрался в США, где работал под именем Базилиуса Бухгольца. Ликвидировав, в соответствии с приказом (по некоторым сведениях на основании мнения Ф. И. Голикова), «Востваг» и другие организации МСКП, по вызову Центра покинул страну 16 ноября 1942 и через Ближний Восток вернулся в СССР. Ввиду нахождения на нелегальном положении помощь в оформлении необходимых документов задним числом ему оказал посол СССР в США М. М. Литвинов имевший связи в Госдепартаменте.
18 января 1943 арестован, в апреле того же года в Советский Союз убыла его семья, однако когда они приехали в столицу, С. И. Мрочковский уже находился в заключении. Обвинялся в том, что являлся германским и французским шпионом, в участии в антисоветской троцкистской организации, в том, что «расшифровал возглавляемую им сеть перед иностранными разведками», что «возглавляемые им фирмы были засорены иностранными шпионами», в «клевете на внешнюю и внутреннюю политику ВКП)б) и Советского правительства».
После допросов, на которых отверг все предъявляемые обвинения, 9 лет просидел в тюрьме под следствием в строгой изоляции, при этом не допрашивался годами. Лишь 26 августа 1952 года был приговорён Военной коллегией Верховного суда СССР к 15 годам лишения свободы по обвинению в антисоветской деятельности.
23 июля 1953 приговор был отменён, 20 августа того же года освобождён из под стражи. Восстановлен в кадрах армии, но уже 26 октября вышел в отставку по болезни, персональный пенсионер с того же года. 12 августа 1954 восстановлен в рядах КПСС как её член с 1905 с перерывом в партийном стаже с января 1943 до июля 1953. Похоронен на Новодевичьем кладбище, некролог опубликован в «Красной звезде» 26 февраля 1967.

### Воинские звание
- Корпусной комиссар (16 декабря 1935).[3]

### Награды
- Орден Ленина (после 1953)
- Орден Красного Знамени (05.11.1954)
- Орден Красной Звезды
- Медаль «За победу над Германией в Великой Отечественной войне 1941—1945 гг.»